# Pic de la Calabasse
Le pic de la Calabasse est un sommet des Pyrénées françaises dans le département de l'Ariège. Il culmine à une altitude de 2 210 m.

## Géographie

### Situation
Sommet d'avant-chaîne constituant ainsi un belvédère à 360°, le pic de la Calabasse est partagé en limite ouest du territoire de la commune d'Antras et au sud de la commune de Saint-Lary. La forêt domaniale de Saint-Lary occupe son versant nord et la forêt domaniale du Biros son versant sud. 

### Topographie
La Calabasse est le sommet emblématique et culminant de la vallée de la Bellongue dans le pays du Couserans. Les sommets frontaliers de la chaîne pyrénéenne le rendent plus anodin sur sa face en vallée du Biros. La Bouigane, affluent du Lez, y prend sa source. Au sud se trouvent la réserve domaniale biologique de l'Isard puis l'étang d'Araing.

### Géologie
La géologie du pic de la Calabasse est complexe, comme sur l'ensemble de la zone axiale des Pyrénées. Des structures s'interpénètrent, permettant d'évoluer sans transition nette de terrains calcaires à des terrains sur roches acides, présents notamment dans la zone  sommitale.

### Climat
Le climat est de type montagnard atlantique.

### Faune et flore
La zone sommitale est de type lande acidiphile avec des estives à moutons en contrebas.
L'environnement élargi du pic et les limites entre la Haute-Garonne et l'Ariège sont parcourus par l'ours.
Le flanc nord du sommet de la Calabasse est une station de l'airelle rouge (Vaccinium vitis-idaea L.), rare dans les Pyrénées. L'ensemble du versant nord du pic se trouve dans une zone naturelle d'intérêt écologique, faunistique et floristique (ZNIEFF) de 6 170 ha dénommée « Sud de la vallée de la Bellongue » dont le point culminant est le pic.

## Activités

### Ascension
L'accès le plus aisé consiste à remonter la Bouigane au sud de Saint-Lary par la RD 57 puis par la piste conduisant aux estives du col de l'Herbe Soulette lequel culmine à 1 587 m et où se trouve une table d'orientation et un refuge non-gardé. Le pic domine au sud.
D'autres accès plus sportifs sont possibles.

### Vélo tout terrain
Le secteur du pic, notamment le col de l'Herbe Soulette, est fréquenté par les free-riders du vélo de montagne.